# Macroprora ochthera
Macroprora ochthera là một loài bướm đêm trong họ Noctuidae.